# Charles C. Pierce
Charles C. Pierce (geboren am 22. November 1861 in Springfield (Massachusetts); gestorben am 7. November 1946 in Los Angeles (Kalifornien)) war ein US-amerikanischer Fotograf und Betreiber einer Foto-Agentur. Er gilt als einer der ersten (Landschafts-)Fotografen im Raum Los Angeles, Kalifornien.

## Leben
Von seiner Ausbildung her Ingenieur, zog Charles C. Pierce im Jahr 1886 aus gesundheitlichen Gründen von Chicago nach Südkalifornien um und begann seine Fotografenlaufbahn in Los Angeles. Er gründete um das Jahr 1900 herum ein eigenes Fotostudio in Los Angeles in der Spring Street 313. Im Laufe seines Berufsweges zog Charles C. Pierce mehrfach um und erweiterte sein Fotostudio schließlich um einen weiteren Geschäftszweig, nämlich den Handel mit Fotozubehör. Pierce trug eine für damalige Verhältnisse sehr große Fotosammlung aus mehr als zehntausend Aufnahmen zusammen, die jedoch nicht nur aus eigenen Arbeiten bestand, sondern auch aus Negativen und Fotoabzügen, die er anderen örtlichen Fotografen abkaufte. Darunter waren Bilder von Emil Ellis, Parker and Knight, Ramsey, Herve Friend, L.M. Clendenon, George P. Thresher, George Wharton James und F.M. Huddleston. 
Pierce machte deren Namen beziehungsweise Handelsmarken auf den von ihm angekauften Fotografien unkenntlich und stempelte stattdessen seinen eigenen Namen auf die Rückseite der Bilder. Die meisten Fotografien in seiner Sammlung können daher heute nicht mehr ihren tatsächlichen Urhebern zugeordnet werden, und nur ein Teil der unter seinem Namen veröffentlichten Aufnahmen stammen tatsächlich von Pierce. 

## Werk
Seine Fotosammlung ordnete Charles C. Pierce thematisch nach Bildinhalten. Sein Fotoarchiv bot er unter der Bezeichnung »C.C. Pierce Collection of Rare, Historical and Curious Photographs, Illustrating California, the Pacific Coast and the Southwest« an, also etwa als »C. C. Pierce-Sammlung seltener, historischer und merkwürdiger Fotografien, die Kalifornien, die Pazifikküste und den Südwesten zeigen«.
Gemeinsam mit anderen Fotografen – zunächst mit Albert H. Lohn, später mit J.B. Blanchard und A.E. McConnell – begann Charles C. Pierce ab dem Jahr 1886, die Landschaft, die Architektur und die Bewohner Südkaliforniens fotografisch zu dokumentieren. Sein Fotoarchiv enthielt unter anderem auch zahlreiche Aufnahmen amerikanischer Ureinwohner und von Gegenständen, die diese hergestellt hatten (etwa Körben). Auch etliche Fotografien aus Los Angeles, Riverside (Kalifornien) und anderen kalifornischen Ortschaften aus der Zeit zwischen 1886 und 1946 sind in seiner Sammlung enthalten – Panoramen, Stadtansichten, Straßenszenen, markante Gebäude und dergleichen. Einen weiteren Schwerpunkt seines Bildprogramms bilden christliche Missionsstationen. Pierce teilte sein Bildarchiv in die folgenden Kategorien ein: 
- Los Angeles Historical (historisches Los Angeles);
- Indians (amerikanische Ureinwohner);
- Missions (christliche Missionsstationen);
- California cities, counties, etc. (kalifornische Städte, Counties und dergleichen);
- Industries and Agriculture (Gewerbe und Landwirtschaft);
- Transportation (Transport);
- Natural History (Naturgeschichte);
- Art and Architecture (Kunst und Architektur) und
- Miscellaneous Scenery (diverse Landschaften und andere Szenerien).

Innerhalb dieser Hauptkategorien legte Pierce Unterkategorien an, zum Beispiel »Geschichte«, »Landschaft«, »Menschen«, »städtische und soziale Ereignisse«, »gebaute Umwelt« und »Entwicklung Südkaliforniens und des amerikanischen Südwestens von etwa 1845 bis etwa 1930«.
Nach seinem Tod im Jahr 1946 wurde seine Fotosammlung auf mehrere Archive im Raum Los Angeles verteilt, darunter die »Title Insurance and Trust Company (Ticor)« am Zentrum für Regionalgeschichte der  Universität Südkalifornien (USC Regional History Center); das Naturkundemuseum Los Angeles (Los Angeles Museum of Natural History) und Sondersammlungen der University of California, Los Angeles (UCLA Special Collections). Die University of California erwarb auch die Geschäftsbücher des Fotohandels von C.C. Pierce aus den Jahren 1909 bis 1921 (Call # 170/134).

## Fotosammlungen mit Aufnahmen von Charles C.Pierce
- University of Southern California, Digital Library, »Title Insurance and Trust, and C.C. Pierce Photography Collection, 1860–1960«
- History in Photos: Charles C. Pierce Collection